# اكسون نفطغاز (شركة)
اكسون نفطغاز (بالإنجليزية: Exxon Neftegas)‏ المحدودة (المعروف أيضا باسم ENL، الروسية: Эксон Нефтегаз Лимитед) هي شركة تابعة لشركة إكسون موبيل، وشركة النفط والغاز الأمريكية [1]. اكسون نفطغاز تشتغل حاليا في سخالين الاتحادية وهي تشارك في استكشاف وإنتاج النفط والغاز في جزيرة ساخالين (روسيا) وبعيدا عن الشاطئ، في بحر أوخوتسك. [2] وأدرجت الشركة التابعة في جزر البهاما [3] ولها مكتب في يوجنو ساخالينسك. [4]
الرئيس التنفيذي لشركة إكسون موبيل ريكس تيلرسون هو مدير اكسون نفطغاز من عام 1998 إلى مايو 2001. [5]